# Canadian Idol

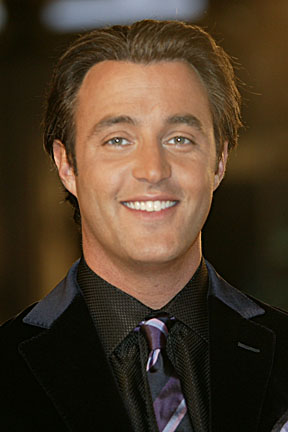
Ben Mulroney

Canadian Idol es un programa de TV canadiense busca talentos, basado en el programa británico Pop Idol y su contraparte estadounidense American Idol. El programa es una competición para encontrar al cantante pop más talentoso de Canadá. Es conducido por Ben Mulroney. Jon Dore fue el "reportero vagabundo" en las primeras tres temporadas (apareciendo en episodios a lo largo del show). Elena Juatco asumió ese papel para la cuarta temporada y Dave Kerr en la quinta temporada.
El programa comienza con audiciones por todo Canadá, en las cuales los participantes cantan en frente de los cuatro jueces: Jake Gold; Sass Jordan de Montreal, Quebec; Zack Werner de Winnipeg, Manitoba; y Farley Flex de Ajax, Ontario. Entre ellos se escogen los 10 finalistas (11 en la temporada uno), con cada competidor actuando en vivo. Los espectadores disponen de las dos horas siguientes al show para votar por su cantante favorito, a través de una llamada telefónica. En el episodio de la siguiente noche, en vivo también, el competidor con el menor número de votos se va a casa. Después de las dos actuaciones finales, los espectadores tienen más de dos horas para votar. Al día siguiente (o cinco días después en la temporada 4), el competidor con la mayoría de votos es declarado vencedor. El programa se desarrolla en el Teatro John Bassett en Toronto, Ontario.

## Temporada 1
| Fecha            | Tema                   | Últimos Cuatro         | Últimos Cuatro     | Últimos Cuatro   | Últimos Cuatro |
| 5 de agosto      | Éxitos canadienses     | Richie Wilcox          | Candida Clauseri   | Karen-Lee Batten | Toya Alexis    |
|                  |                        | Últimos Tres           |                    |                  |                |
| 12 de agosto     | Motown                 | Mikey Bustos           | Tyler Hamilton     | Billy Klippert   |                |
| 19 de agosto     | Éxitos del Verano      | Toya Alexis (2)        | Audrey De Montigny | Gary Beals       |                |
|                  |                        | Últimos Dos            |                    |                  |                |
| 26 de agosto     | Elton John             | Jenny Gear             | Ryan Malcolm       |                  |                |
| 2 de septiembre  | Canciones de Amor      | Audrey de Montigny (2) | Gary Beals (2)     |                  |                |
| 9 de septiembre  | Elección de los Jueces | Billy Klippere (2)     |                    |                  |                |
| 16 de septiembre | 2 Finalistas           | Gary Beals (3)         | Ryan Malcolm       |                  |                |

## Temporada 2
| Fecha            | Tema                   | Últimos Tres        | Últimos Tres     | Últimos Tres    |
| 22 de julio      | Éxitos canadienses     | Brandy Callahan     | Manoah Hartmann  | Joshua Seller   |
| 29 de julio      | Invasión Británica     | Manoah Hartmann (2) | Shane Wiebe      | Kaleb Simmonds  |
| 5 de agosto      | Rock & Roll            | Joshua Seller (2)   | Shane Wiebe (2)  | Elena Juatco    |
| 12 de agosto     | Lionel Richie          | Kaleb Simmonds (2)  | Elena Juatco (2) | Shane Wiebe (3) |
| 19 de agosto     | Gordon Lightfoot       | Elena Juatco (3)    | Jacob Hoggard    | Shane Wiebe (4) |
|                  |                        | Últimos Dos         |                  |                 |
| 26 de agosto     | Éxitos del verano      | Shane Wiebe (5)     | Jason Greeley    |                 |
| 2 de septiembre  | Standards              | Jason Greeley (2)   | Theresa Sokyrka  |                 |
| 9 de septiembre  | Elección de los Jueces | Jacob Hoggard (2)   |                  |                 |
| 16 de septiembre | Dos Finalistas         | Theresa Sokyrka (2) | Kalan Porter     |                 |

## Temporada 3
| Fecha            | Tema                 | Últimos Tres      | Últimos Tres       | Últimos Tres    |
| 19 de julio      | Éxitos Canadienses   | Emily Vinette     | Daryl Brunt        | Melissa O'Neil  |
| 20 de julio      | Stevie Wonder        | Ashley Leitao     | Melissa O'Neil (2) | Josh Palmer     |
| 3 de agosto      | Los 80s              | Amber Fleury      | Suzi Rawn          | Josh Palmer (2) |
| 10 de agosto     | Grandes Bandas       | Daryl Brunt (2)   | Aaron Walpole      | Casey LeBlanc   |
| 17 de agosto     | Rock Clásico         | Josh Palmer (3)   | Suzi Rawn (2)      | Rex Goudie      |
|                  |                      | Últimos Dos       |                    |                 |
| 24 de agosto     | The Guess Who        | Casey LeBlanc (2) | Suzi Rawn (3)      |                 |
| 31 de agosto     | Elvis Presley        | Suzi Rawn (4)     |                    |                 |
| 7 de septiembre  | The Barenaked Ladies | Aaron Walpole (2) |                    |                 |
| 14 de septiembre | Dos Finalistas       | Rex Goudie (2)    | Melissa O'Neil     |                 |

## Temporada 4
| Fecha            | Tema                   | Últimos Tres       | Últimos Tres       | Últimos Tres |  |
| 17 de julio      | Éxitos Canadienses     | Kati Durst         | Ashley Coulter     | Steffi D     |  |
| 24 de julio      | Rolling Stones         | Sarah Loverock     | Ashley Coulter (2) | Steffi D (2) |  |
| 31 de julio      | Los 80s                | Brandon Jones      | Chad Doucette      | Eva Avila    |  |
|                  |                        | Últimos Dos        |                    |              |  |
| 17 de agosto     | Rock Clásico           | Rob James          | Steffi D (3)       |              |  |
|                  |                        | Últimos Tres       |                    |              |  |
| 14 de agosto     | Unplugged              | Ashley Coulter (3) | Craig Sharpe       | Steffi D (4) |  |
|                  |                        | Últimos Dos        |                    |              |  |
| 21 de agosto     | Country Standards      | Steffi D (5)       | Eva Avila (2)      |              |  |
| 28 de agosto     | Elección de los Jueces | Chad Doucette (2)  | Tyler Lewis        |              |  |
| 4 de septiembre  | Standards              | Tyler Lewis (2)    |                    |              |  |
| 11 de septiembre | Dos Finalistas         | Craig Sharpe (2)   | Eva Avila          |              |  |

## Temporada 5
| Fecha            | Tema                           | Últimos Tres          | Últimos Tres         | Últimos Tres         |
| 17 de julio      | #1 Hits                        | Mila Miller           | Carly Rae Jepsen     | Khalila Glanville    |
| 23 de julio      | Los 60s                        | Khalila Glanville (2) | Brian Melo           | Martha Joy           |
|                  |                                | Últimos Dos           |                      |                      |
| 30 de julio      | Unplugged                      | Martha Joy (2)        | Matt Rapley          |                      |
|                  |                                | Últimos Tres          |                      |                      |
| 6 de agosto      | Queen                          | Greg Neufeld          | Brian Melo (2)       | Carly Rae Jepsen (2) |
| 13 de agosto     | Pop-Rock                       | Tara Oram             | Carly Rae Jepsen (3) | Dwight d'Eon         |
|                  |                                | Últimos Dos           |                      |                      |
| 20 de agosto     | Mi Propio Idol                 | Matt Rapley (2)       | Dwight d'Eon (2)     |                      |
| 27 de agosto     | Standards                      | Dwight d'Eon (3)      |                      |                      |
| 3 de septiembre  | Elección de los jueces/público | Carly Rae Jepsen (4)  |                      |                      |
| 10 de septiembre | Dos Finalistas                 | Jaydee Bixby          | Brian Melo           |                      |

## Temporada 6
La sexta temporada de Canadian Idol se estrenó el 3 de junio de 2008, por la cadena CTV Television Network y nuevamente de la mano de Ben Mulroney como conductor. Como novedad, en el programa Jully Black, se integra a la plantilla como nueva mentora de los finalistas. Los concursantes siguen siendo juzgados por Farley Flex, Jake Gold, Sass Jordan y Zack Werner.
El 10 de septiembre, se coronó a Theo Tams como ganador.

### Audiciones
Las audiciones se realizaron en las siguientes ciudades:
| FECHA             | CIUDAD                           | CANTIDAD DE AUDICIONES | TICKETS DORADOS |
| ----------------- | -------------------------------- | ---------------------- | --------------- |
| 26/01/08 27/01/08 | Edmonton, Alberta                | 1.000                  | 13              |
| 02/02/08 03/02/08 | Calgary, Alberta                 | 1.000                  | 19              |
| 09/02/08 10/02/08 | Vancouver, Columbia Británica    | 1.000                  | 21              |
| 22/02/08 23/02/08 | Winnipeg, Manitoba               | 700                    | 24              |
| 01/03/08 02/03/08 | Hamilton, Ontario                | 1000                   | 27              |
| 08/03/08 09/03/08 | Ottawa, Ontario                  | 660                    | 20              |
| 15/03/08 16/03/08 | Montreal, Quebec                 | 1000                   | 27              |
| 29/03/08 30/03/08 | Halifax, Nueva Escocia           | 450                    | 10              |
| 08/04/08          | St. John's, Terranova y Labrador | 200                    | 6               |
| 12/04/08 13/04/08 | Toronto, Ontario                 | 2000                   | 34              |
| TOTAL             | TOTAL                            | 9.010                  | 201             |

### Episodios
Episodio 1: Audiciones en Toronto, Calgary y Edmonton

Episodio 2: Audiciones en Montreal, Vancouver y Winnipeg

Episodio 3: Audiciones en Hamilton, Ottawa, St. Johns y Halifax

Episodio 4: Top 200 (Días 1 y 2)

Episodio 5: Top 200 (Días 3) y Top 24 revelado

Episodio 6: Top 24 - Performances Grupo 1

Episodio 7: Top 24 - Performances Grupo 2

Episodio 8: Top 24 - Resultados

Episodio 9: Top 20 - Performances Grupo 1

Episodio 10: Top 20 - Performances Grupo 2

Episodio 11: Top 20 - Resultados

Episodio 12: Top 16 - Performances Grupo 1

Episodio 13: Top 16 - Performances Grupo 2

Episodio 14: Top 16 - Resultados

Episodio 15: Top 10 - Performances

Episodio 16: Top 10 - Resultados

Episodio 17: Top 9 - Performances

Episodio 18: Top 9 - Resultados

Episodio 19: Top 8 - Performances

Episodio 20: Top 8 - Resultados

Episodio 21: Top 7 - Performances

Episodio 22: Top 7 - Resultados

Episodio 23: Top 6 - Performances

Episodio 24: Top 6 - Resultados

Episodio 25: Top 5 - Performances

Episodio 26: Top 5 - Resultados

Episodio 27: Top 4 - Performances

Episodio 28: Top 4 - Resultados

Episodio 29: Top 3 - Performances

Episodio 30: Top 3 - Resultados

Episodio 31: Top 2 - Performances

Episodio 32: FINAL - Resultados

## Tabla de eliminaciones
| Etapa  | Etapa                  | Semifinales | Semifinales | Semifinales | Finales     | Finales    | Finales    | Finales   | Finales    | Finales    | Finales    | Finales   | Finales    |
| Semana | Semana                 | Top 24 25/6 | Top 20 2/7  | Top 16 9/7  | Top 10 15/7 | Top 9 22/7 | Top 8 29/7 | Top 7 5/8 | Top 6 12/8 | Top 5 19/8 | Top 4 26/8 | Top 3 2/9 | Top 2 10/9 |
| Puesto | Concursante            | Resultado   | Resultado   | Resultado   | Resultado   | Resultado  | Resultado  | Resultado | Resultado  | Resultado  | Resultado  | Resultado | Resultado  |
|        | Mark Day               |             |             |             |             |            |            |           |            |            |            |           |            |
|        | Mookie Morris          |             |             |             |             |            |            |           |            |            |            |           |            |
|        | Earl Stevenson         |             |             |             |             |            |            |           |            |            |            |           |            |
|        | Mitch MacDonald        |             |             |             |             |            |            |           |            |            |            |           |            |
|        | Omar Lunnan            |             |             |             |             |            |            |           |            |            |            |           |            |
|        | Katherine St-Laurent   |             |             |             |             |            |            |           |            |            |            |           |            |
|        | Lindsay Robins         |             |             |             |             |            |            |           |            |            |            |           |            |
|        | Martin Kerr            |             |             |             |             |            |            |           |            |            |            |           |            |
|        | Tetiana Ostapowych     |             |             |             |             |            |            |           |            |            |            |           |            |
|        | Marie-Pierre Bellerose |             |             |             |             |            |            |           |            |            |            |           |            |
|        | Lisa Bell              |             |             |             |             |            |            |           |            |            |            |           |            |
|        | Adam Castelli          |             |             |             |             |            |            |           |            |            |            |           |            |
|        | Gary Morisette         |             |             |             |             |            |            |           |            |            |            |           |            |
|        | Shaun Francisco        |             |             |             |             |            |            |           |            |            |            |           |            |
|        | Jesse Cottam           |             |             |             |             |            |            |           |            |            |            |           |            |
|        | Theo Tams              |             |             |             |             |            |            |           |            |            |            |           |            |
|        | Oliver Pigott          |             |             |             |             |            |            |           |            |            |            |           |            |
|        | Sebastian Pigott       |             |             |             |             |            |            |           |            |            |            |           |            |
|        | Lindsay Barr           |             |             |             |             |            |            |           |            |            |            |           |            |
|        | Drew Wright            |             |             |             |             |            |            |           |            |            |            |           |            |
|        | Amberly Thiessen       |             |             |             |             |            |            |           |            |            |            |           |            |
|        | Katelyn Dawn           |             |             |             |             |            |            |           |            |            |            |           |            |
|        | Paul Clifford          |             |             |             |             |            |            |           |            |            |            |           |            |
|        | Jessica Sheppard       |             |             |             |             |            |            |           |            |            |            |           |            |
| ------ | ---------------------- | ----------- | ----------- | ----------- | ----------- | ---------- | ---------- | --------- | ---------- | ---------- | ---------- | --------- | ---------- |